# Marla spricht!
Marla spricht! (Originaltitel: Martha Speaks) ist eine US-amerikanisch-kanadisch-philippinische Zeichentrickserie, die zwischen 2008 und 2014 produziert wurde.

## Handlung
Marla (im Original Martha) ist eine Hundedame, die mit Menschen sprechen kann. Dies tut sie zwar nicht bei jedem aber wenn sie spricht dann meist auch viel. Gemeinsam mit ihrem Hundeadoptivbruder Max lebt sie bei Hannah und ihrer Familie. Diese besteht aus dem kleinen Bruder Jonas und den Eltern Mariella und Daniel. Auch in der Nachbarschaft und bei Hannahs besten Freunden Alice und Benni ist Marla sehr beliebt.

## Produktion und Veröffentlichung
Die Serie wurde zwischen 2008 und 2014 von Studio B Productions, und Top Draw Animation und WGBH-TV in den Vereinigten Staaten, in Kanada und in Philippinen produziert. Dabei sind 4 Staffeln mit 80 Folgen entstanden.
Erstmals wurde die Serie am 1. September 2008 auf PBS ausgestrahlt. Die deutsche Erstausstrahlung erfolgte am 8. April 2013 auf Super RTL. Zudem wurde die Serie als DVD und auf dem Video-on-Demand-Dienst Kividoo veröffentlicht.

## Episodenliste

### Staffel 1
| Folge (gesamt) | Folge (Staffel) | Originaltitel                                             | Originalausstrahlung |
| 1              | 01              | Martha Speaks / Martha Gives Advice                       | 01.09.2008           |
| 2              | 02              | Martha And Skits / Martha Plays A Part                    | 02.09.2008           |
| 3              | 03              | Martha Takes The Cake / Codename:Martha                   | 03.09.2008           |
| 4              | 04              | Martha To The Rescue / Martha Camps Out                   | 04.09.2008           |
| 5              | 05              | Down On The Farm / Martha Runs Away                       | 05.09.2008           |
| 6              | 06              | Martha Blah Blah / Skits Behaves                          | 08.09.2008           |
| 7              | 07              | Martha And The Canine Caper / Perfectly Martha            | 09.09.2008           |
| 8              | 08              | Firedog Martha / Martha’s Pickle                          | 10.09.2008           |
| 9              | 09              | The Dog Who Came To Dinner / Martha Calling               | 11.09.2008           |
| 10             | 10              | Oh, Noooo! / Bye, Martha                                  | 12.09.2008           |
| 11             | 11              | Martha Walks The Dog / Martha’s Got Talent                | 15.09.2008           |
| 12             | 12              | Martha The Hero Maker / Starstruck Martha                 | 16.09.2008           |
| 13             | 13              | Martha In Charge / Truman And The Deep Blue Sea           | 17.09.2008           |
| 14             | 14              | Escape From Flea Island / No Dogs Allowed                 | 18.09.2008           |
| 15             | 15              | Ain’t Nothin’ But A Pound Dog                             | 19.09.2008           |
| 16             | 16              | Raiders Of The Lost Art / Martha Says It With Flowers     | 13.10.2008           |
| 17             | 17              | Martha Doesn’t Speak Monkey! / Martha And Truman Get Lost | 14.10.2008           |
| 18             | 18              | Martha Gets Spooked / Martha Changes Her Luck             | 31.10.2008           |
| 19             | 19              | Best In Show / Truman On The Ball                         | 28.11.2008           |
| 20             | 20              | Martha Runs The Store                                     | 09.12.2008           |
| 21             | 21              | Itchy Martha / Martha And The Thief Of Hearts             | 13.02.2009           |
| 22             | 22              | Alice Twinkle Toes / Martha Fails The Course              | 16.02.2009           |
| 23             | 23              | There Goes The Neighborhood / Ice Scream                  | 17.02.2009           |
| 24             | 24              | Nurse Martha / T.D. Gets The Scoop                        | 18.02.2009           |
| 25             | 25              | Martha Sings / T.D. Makes The Band                        | 02.03.2009           |
| 26             | 26              | Skits Under The Weather / Martha The Weather Dog          | 16.03.2009           |
| 27             | 27              | Martha In The Doghouse / Martha Models                    | 17.03.2009           |
| 28             | 28              | T.D. And Martha Gopher Broke / T.D. And The Steak Tree    | 18.03.2009           |
| 29             | 29              | Martha Vs. Robot / Virtually Martha                       | 19.03.2009           |
| 30             | 30              | Martha’s Dirty Habit / Helen’s All Thumbs                 | 20.03.2009           |
| 31             | 31              | Martha Bakes / Martha Makes Scents                        | 06.04.2009           |
| 32             | 32              | Martha The Witness / Martha Takes A Stand                 | 07.04.2009           |
| 33             | 33              | Martha Goes To School / T.D. And The Light Bulb Of Doom   | 08.04.2009           |
| 34             | 34              | Martha Treads The Boards / Martha’s Pack                  | 09.04.2009           |
| 35             | 35              | Martha Smells / Martha Hears                              | 10.04.2009           |
| 36             | 36              | Martha’s Worst Best Day / Truman’s Brother                | 13.07.2009           |
| 37             | 37              | Here’s Martha! / Dog Fight                                | 14.07.2009           |
| 38             | 38              | Therapy Dog / Martha’s Duck Trouble                       | 15.07.2009           |
| 39             | 39              | Truman’s Secret / Skits Monkeys Around                    | 16.07.2009           |
| 40             | 40              | What’s Bothering Bob? / Martha Spins A Tale               | 24.07.2009           |

### Staffel 2
| Folge (gesamt) | Folge (Staffel) | deutscher Titel                                             | deutsche Erstausstrahlung | Originaltitel                                       | Originalausstrahlung |
| 41             | 01              | Marlas Sessel / Trennen tut weh                             | 08.04.2013                | Martha’s Chair / TD The Pack Rat                    | 14.09.2009           |
| 42             | 02              | Rettet den Zoo! / Wer wird Superstar?                       | 09.04.2013                | Painting For Peanuts / Martha’s No Dummy            | 15.09.2009           |
| 43             | 03              | Nie wieder Feuerwerk                                        | 10.04.2013                | Martha Puts Out The Lights                          | 16.09.2009           |
| 44             | 04              | Der Roboter-Elefant / Der Geheimcode                        | 11.04.2013                | The Penguin Always Rings Twice / The Martha Code    | 17.09.2009           |
| 45             | 05              | Marla hebt ab / Urlaub in Montana                           | 12.04.2013                | Martha In The Hold / Get Along, Little Dogies!      | 18.09.2009           |
| 46             | 06              | Marla im Weißen Haus                                        | 15.04.2013                | Martha In The White House                           | 15.02.2010           |
| 47             | 07              | Jonas kommt! / Marla, der Schlittenhund                     | 16.04.2013                | The Jakey Express / Martha, Sled Dog                | 16.02.2010           |
| 48             | 08              | Weg mit dem Müll / Teddy geht es schlecht                   | 17.04.2013                | Paws And Effect / The Trouble With Teddy            | 17.02.2010           |
| 49             | 09              | Spanisch leicht gemacht / Hundesprache                      | 18.04.2013                | Qué Pasa, Martha? / TD Is Talking Dog               | 18.02.2010           |
| 50             | 10              | Das Weltraum Projekt / Der Hund aus dem Weltraum            | 19.04.2013                | Dogs In Space / Dogs From Space                     |                      |
| 51             | 11              | Marlas Vergangenheit                                        | 22.04.2013                | Martha’s Life In Crime                              | 10.05.2010           |
| 52             | 12              | Marla will der Liebling sein / Marla und der Hundefanatiker | 23.04.2013                | Martha Plays Favorites / Martha And The Doggy Lover | 11.05.2010           |
| 53             | 13              | Max auf dünnem Eis / Brütende Hitze                         | 24.04.2013                | Skits On Ice / Martha’s Steamed!                    | 12.04.2010           |
| 54             | 14              | Marla und der Hunde-Zirkus / Die gut gelaunte Frau Denster  | 25.04.2013                | Martha And The One Thousand Fleas / Nice And Crabby | 13.05.2010           |
| 55             | 15              | Marla, die Geheim-Agentin                                   | 26.04.2013                | Martha: Secret Agent Dog                            | 14.05.2010           |

### Staffel 3
| Folge (gesamt) | Folge (Staffel) | deutscher Titel                                         | deutsche Erstausstrahlung | Originaltitel                                                                       | Originalausstrahlung |
| 56             | 01              | Die Marla-Show                                          | 29.04.2013                | The Martha Show                                                                     | 11.10.2010           |
| 57             | 02              | Der 1-Million-Euro-Hund / Ein Geschenk für Caroline     | 06.05.2013                | Martha’s Millions / Carolina’s Gifted                                               | 12.10.2010           |
| 58             | 03              | Timon, der Wissenschaftler / Vertauschte Rollen         | 02.05.2013                | Truman’s Mad / Dog For A Day                                                        | 13.10.2010           |
| 59             | 04              | Marla – Die Star-Reporterin / Der Riesenkürbis          | 04.03.2014                | Martha: Deadline Doggy / It’s The Giant Pumpkin, Martha                             | 14.10.2010           |
| 60             | 05              | Die Erfindungen der Hunde / Marla im Wilden Westen      | 10.03.2014                | The Dog Did It / Martha Out West                                                    | 15.10.2010           |
| 61             | 06              | Benni, der Zauberer / Gruselgeschichten                 | 05.03.2014                | T.D.’s Magic / Scaredy Cat                                                          | 25.10.2010           |
| 62             | 07              | Die Marla-Oper / Wo ist ein Gong?                       | 03.03.2014                | The Opera Contest / Maestro Martha                                                  | 21.02.2011           |
| 63             | 08              | Herr Raufbold / Das Schlitten-Abenteuer                 | 30.04.2013                | Skits And Mr. Scruffles / Brave Truman                                              | 22.02.2011           |
| 64             | 09              | Grinsekatze Marla / Roman macht sich schlau             | 06.03.2014                | Martha Acts Up / Ronald Is In                                                       | 23.02.2011           |
| 65             | 10              | Polizeihund Marla / Die heldenhafte Hannah              | 11.03.2014                | Patrol Dog Martha / The Crooning Crook Caper                                        | 24.02.2011           |
| 66             | 11              | Die alten Sagen / König Midas und Medusi                | 07.03.2014                | Myth Me? / T.D.s’ Myth Take                                                         | 07.02.2011           |
| 67             | 12              | Das Go-Kart-Rennen / Wer war der Dieb?                  | 13.03.2014                | Wagstaff Races / The Missing Metal Mystery                                          | 22.04.2011           |
| 68             | 13              | Unheimlich!                                             | 12.03.2014                | Martha’s Slumber Party Of The Weird / Return To Martha’s Slumber Party Of The Weird | 27.06.2011           |
| 69             | 14              | Bennis endloser Sommer / Der Fall der zerbrochenen Vase | 14.03.2014                | The Long, Rotten Summer / The Case Of The Shattered Vase                            | 28.06.2011           |
| 70             | 15              | Alice und die Sonnencreme / Ein neues Zuhause für Lily  | 03.05.2013                | Alice Covers Up / Carolina Picks A Lily                                             | 21.04.2011           |

### Staffel 4
| Folge (gesamt) | Folge (Staffel) | deutscher Titel                              | deutsche Erstausstrahlung | Originaltitel                                                | Originalausstrahlung |
| 71             | 01              | Wo ist Cora?                                 | 27.03.2014                | Cora! Cora! Cora! / Cora Encore!                             |                      |
| 72             | 02              | Bennis Gedicht / Lesepate gesucht            | 17.03.2014                | Billy Collins Speaks / Milo’s Reading Buddy                  | 02.04.2012           |
| 73             | 03              | Der Verb-Hund / Der Adjektivator             | 18.03.2014                | Verb Dog, When Adventure Calls! / Martha’s Adverb Adventure! | 03.04.2012           |
| 74             | 04              | Die Buchretter                               | 21.03.2014                | Return Of The Bookbots: The Case Of The Missing Words        | 07.08.2012           |
| 75             | 05              | Der Blick in den Himmel / Timons Ferienlager | 26.03.2014                | Eyes On The Skies / Camp Truman                              | 23.01.2012           |
| 76             | 06              | Professor Affi / Carolines Tag als Hund      | 24.03.2014                | Monkeyshines Martha / Dog Daze                               | 27.07.2012           |
| 77             | 07              | Familientreffen                              | 25.03.2014                | Martha’s Thanksgiving                                        |                      |
| 78             | 08              | Bulldozer oder Dinosaurier / Coach Caroline  | 19.03.2014                | Bulldozer Versus Dinosaur! / Carolina Tackles Football       |                      |
| 79             | 09              | Marla mal zwei / Zu viel Marla               | 28.03.2014                | Too Many Marthas / Too Much Martha                           |                      |
| 80             | 10              | Marla, die Geschäftsfrau / Burger Boy        | 20.03.2014                | Martha’s Market / Bye Bye Burger Boy                         |                      |